# Orchestina launcestoniensis
Orchestina launcestoniensis är en spindelart som beskrevs av Hickman 1932. Orchestina launcestoniensis ingår i släktet Orchestina och familjen dansspindlar.
Artens utbredningsområde är Tasmanien. Inga underarter finns listade i Catalogue of Life.